# Lista de satélites brasileiros

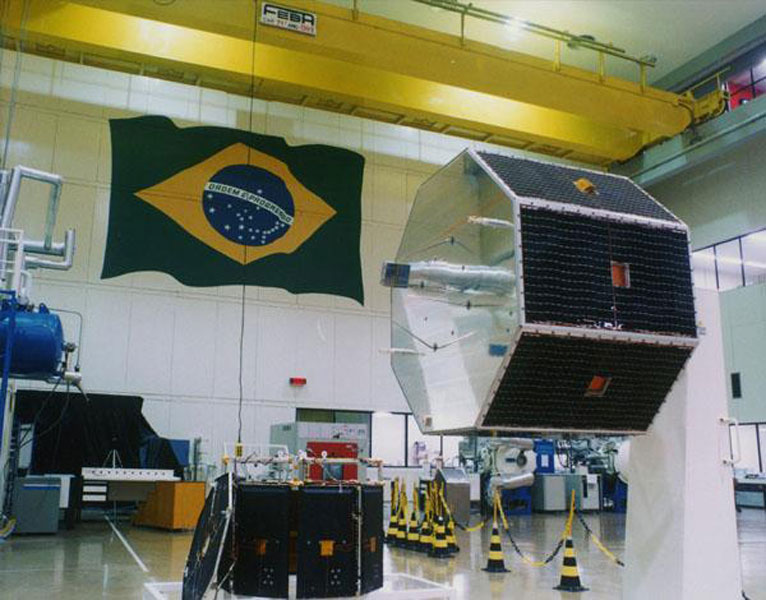
SCD-2 sendo preparado pelo Inpe

Esta lista cobre todos os satélites desenvolvidos total ou parcialmente no Brasil. O Brasil atualmente não detêm capacidade de lançamento orbital, historicamente tendo de depender de outros países.

## Lista

### Científicos e de sensoriamento remoto
| Designação     | Classe         | Lançamento              | Lançamento                                  | Lançamento       | Destino                 | Destino                | Destino        | Status                                                                                     | Sumário |
| Designação     | Classe         | Data                    | Local                                       | Veículo          | Data                    | Local                  | Veículo        | Status                                                                                     | Sumário |
| Década de 1990 | Década de 1990 | Década de 1990          | Década de 1990                              | Década de 1990   | Década de 1990          | Década de 1990         | Década de 1990 | Década de 1990                                                                             | Década de 1990 |
| -------------- | -------------- | ----------------------- | ------------------------------------------- | ---------------- | ----------------------- | ---------------------- | -------------- | ------------------------------------------------------------------------------------------ | --- |
| Dove-OSCAR 17  | Cubesat        | 22 de janeiro de 1990   | Centro Espacial de Kourou                   | Ariane 40 H10    | 22 de janeiro de 1990   | Órbita terrestre baixa | N/A            | Operou até março de 1998. Em órbita (2024).                                                | Primeiro satélite radioamador do Brasil projetado de forma particular.                                                                                                 |
| SCD-1          | Satélite       | 9 de fevereiro de 1993  | Centro Espacial John F. Kennedy             | Pegasus 003/F3   | 9 de fevereiro de 1993  | Órbita terrestre baixa | N/A            | Ainda em operação.                                                                         | Primeiro satélite desenvolvido pelo INPE. |
| SCD-2A         | Satélite       | 2 de novembro de 1997   | Centro de Lançamento de Alcântara           | VLS-1 V1         | N/A                     | N/A                    | N/A            | Destruído no lançamento.                                                                   | Segundo satélite desenvolvido pelo INPE. |
| SCD-2          | Satélite       | 23 de outubro de 1998   | Estação da Força Aérea de Cabo Canaveral    | Pegasus          | 23 de outubro de 1998   | Órbita terrestre baixa | N/A            | Ainda em operação.                                                                         | Terceiro satélite desenvolvido pelo INPE. |
| CBERS-1        | Satélite       | 14 de outubro de 1999   | Centro de Lançamento de Taiyuan             | Longa Marcha 4B  | 14 de outubro de 1999   | Órbita heliossíncrona  | N/A            | Desativado em agosto de 2003. Em órbita (2024).                                            | Primeiro satélite do programa CBERS. |
| SACI-1         | Microssatélite | 14 de outubro de 1999   | Centro de Lançamento de Taiyuan             | Longa Marcha 4B  | 14 de outubro de 1999   | Órbita heliossíncrona  | N/A            | Perdeu contato pouco após entrar em órbita. Em órbita (2024).                              | Tinha como objetivo realizar experimentos universitários selecionados pela Academia Brasileira de Ciências. O programa foi encerrado após a perda do segundo satélite. |
| SACI-2         | Microssatélite | 11 de dezembro de 1999  | Centro de Lançamento de Alcântara           | VLS-1 V2         | N/A                     | N/A                    | N/A            | Destruído no lançamento.                                                                   | Tinha como objetivo realizar experimentos universitários selecionados pela Academia Brasileira de Ciências. O programa foi encerrado após a perda do segundo satélite. |
| Década de 2000 |                |                         |                                             |                  |                         |                        |                |                                                                                            | |
| SATEC          | Microssatélite | 25 de agosto de 2003    | Centro de Lançamento de Alcântara           | VLS-1 V3         | N/A                     | N/A                    | N/A            | Destruídos durante testes de pré-lançamento na plataforma devido ao Acidente de Alcântara. | Desenvolvido pelo INPE. |
| UNOSAT         | Nanossatélite  | 25 de agosto de 2003    | Centro de Lançamento de Alcântara           | VLS-1 V3         | N/A                     | N/A                    | N/A            | Destruídos durante testes de pré-lançamento na plataforma devido ao Acidente de Alcântara. | Desenvolvido pela Universidade Norte do Paraná. |
| CBERS-2        | Satélite       | 21 de outubro de 2003   | Centro de Lançamento de Taiyuan             | Longa Marcha 4B  | 21 de outubro de 2003   | Órbita terrestre baixa | N/A            | Deixou de operar em janeiro de 2009. Em órbita (2024).                                     | Segundo satélite do programa CBERS. |
| CBERS-2B       | Satélite       | 19 de setembro de 2007  | Centro de Lançamento de Taiyuan             | Longa Marcha 4B  | 19 de setembro de 2007  | Órbita heliossíncrona  | N/A            | Aposentado em maio de 2010. Em órbita (2024).                                              | Terceiro satélite do programa CBERS. |
| Década de 2010 |                |                         |                                             |                  |                         |                        |                |                                                                                            | |
| CBERS-3        | Satélite       | 9 de dezembro de 2013   | Centro de Lançamento de Taiyuan             | Longa Marcha 4B  | N/A                     | N/A                    | N/A            | Reentrada prematura devido a uma falha no foguete.                                         | Quarto satélite do programa CBERS. |
| NanoSatC-Br 1  | Nanossatélite  | 19 de junho de 2014     | Base de Dombarovski                         | Dnepr            | 19 de junho de 2014     | Órbita terrestre       | N/A            | Aposentado. Em órbita (2024).                                                              | Desenvolvido em convênio entre a UFSM e o INPE. |
| CBERS-4        | Satélite       | 7 de dezembro de 2014   | Centro de Lançamento de Taiyuan             | Longa Marcha 4B  | 7 de dezembro de 2014   | Órbita heliossíncrona  | N/A            | Em operação.                                                                               | Quinto satélite do programa CBERS. |
| AESP-14        | Nanossatélite  | 10 de janeiro de 2015   | Estação da Força Aérea de Cabo Canaveral    | Falcon 9 v1.1    | 5 de fevereiro de 2015  | ISS                    | Kibō           | Considerado inoperante após não abrir uma antena.                                          | Desenvolvido pelo INPE e o ITA. |
| SERPENS        | Nanossatélite  | 18 de agosto de 2015    | Centro Espacial de Tanegashima              | H-IIB            | 17 de setembro de 2015  | ISS                    | Kibō           | Aposentado no dia 3 de março e reentrou no dia 27 de março de 2016.                        | Projeto criado pela AEB em parceria com universidades. |
| Tancredo-1     | Picossatélite  | 9 de dezembro de 2016   | Centro Espacial de Tanegashima              | H-IIB            | 16 de janeiro de 2017   | ISS                    | Kibō           | Aposentado no dia 10 e reentrou no dia 18 de outubro de 2017.                              | Projeto educacional da Escola Municipal Tancredo Neves em Ubatuba. |
| ITASAT-1       | Microssatélite | 3 de dezembro de 2018   | Base da Força Aérea de Vandenberg           | Falcon 9 Block 5 | 3 de dezembro de 2018   | Órbita terrestre       | N/A            | Em órbita (2020).                                                                          | Projeto desenvolvido em parceria entre o ITA, AEB e INPE. |
| CBERS-4A       | Satélite       | 20 de dezembro de 2019  | Centro de Lançamento de Taiyuan             | Longa Marcha 4B  | 20 de dezembro de 2019  | Órbita heliossíncrona  | N/A            | Em operação (2021).                                                                        | Sexto satélite do programa CBERS. |
| FloripaSat-1   | Nanossatélite  | 20 de dezembro de 2019  | Centro de Lançamento de Taiyuan             | Longa Marcha 4B  | 20 de dezembro de 2019  | Órbita heliossíncrona  | N/A            | Em operação (2020).                                                                        | Desenvolvido por alunos da UFSC em parceria com a AEB. |
| Década de 2020 |                |                         |                                             |                  |                         |                        |                |                                                                                            | |
| Amazonia 1     | Satélite       | 28 de fevereiro de 2021 | Centro Espacial de Satish Dhawan            | PSLV-DL          | 28 de fevereiro de 2021 | Órbita polar           | N/A            | Em operação (2021).                                                                        | Desenvolvido pelo INPE e a AEB. É o primeiro satélite totalmente desenvolvido e construído no Brasil.                                                                  |
| NanoSatC-Br 2  | Nanossatélite  | 22 de março de 2021     | Cosmódromo de Baikonur                      | Soyuz-2          | 22 de março de 2021     | Órbita terrestre baixa | N/A            | Em operação (2021).                                                                        | Feito em parceria do INPE e a UFSM. |
| PION-BR1       | Picossatélite  | 13 de janeiro de 2022   | Estação da Força Espacial de Cabo Canaveral | Falcon 9 Block 5 | 13 de janeiro de 2022   | Órbita terrestre baixa | N/A            | Aposentado.                                                                                | Desenvolvido pela Pion Labs, é o primeiro satélite de produção Brasileira desenvolvido por uma startup.                                                                |
| Alpha Crux     | Picossatélite  | 1 de abril de 2022      | Estação da Força Espacial de Cabo Canaveral | Falcon 9 Block 5 | 1 de abril de 2022      | Órbita terrestre baixa | N/A            | Em órbita (2022).                                                                          | Desenvolvido pela Universidade de Brasília (UNB), em parceria com a AEB.                                                                                               |
| Carcará I      | Microssatélite | 25 de maio de 2022      | Estação da Força Espacial de Cabo Canaveral | Falcon 9 Block 5 | 25 de maio de 2022      | Órbita terrestre baixa | N/A            | Em órbita (2022).                                                                          | Satélite-radar de sensoriamento remoto da Força Aérea Brasileira, parte do Projeto Lessonia-1 e produzidos pela empresa finlandesa ICEYE [en].                         |
| Carcará II     | Microssatélite | 25 de maio de 2022      | Estação da Força Espacial de Cabo Canaveral | Falcon 9 Block 5 | 25 de maio de 2022      | Órbita terrestre baixa | N/A            | Em órbita (2022).                                                                          | Satélite-radar de sensoriamento remoto da Força Aérea Brasileira, parte do Projeto Lessonia-1 e produzidos pela empresa finlandesa ICEYE [en].                         |
| SPORT          | Microssatélite | 21 de novembro de 2022  | Estação da Força Espacial de Cabo Canaveral | Falcon 9 Block 5 | 21 de novembro de 2022  | Órbita terrestre baixa | N/A            | Reentrou em outubro de 2023.                                                               | Scintilation Prediction Observations Research Task, projeto desenvolvido em parceria entre o ITA, NASA, INPE e universidades estadounidenses.                          |
| VCUB-1         | Nanossatélite  | 15 de abril de 2023     | Base da Força Espacial de Vandenberg        | Falcon 9 Block 5 | 15 de abril de 2023     | Órbita terrestre baixa | N/A            | Em órbita (2023).                                                                          | Desenvolvido pela joint-venture brasileira Visiona (da Embraer e Telebrás), para observação da Terra e coleta de dados.                                                |

Legenda:
     Destruído durante lançamento ou na plataforma.

#### ProSAME
Projetos passando pelo Procedimento para Seleção e Adoção de Missões Espaciais da Agência Espacial Brasileira.
| Nome                           | Instituição          | Tipo                 |
| Carteira de Admissão           | Carteira de Admissão | Carteira de Admissão |
| ------------------------------ | -------------------- | -------------------- |
| Missão Programa Microgravidade | AEB                  | Ciências espaciais   |
| NanoMIRAX 2                    | INPE                 | Astronomia           |
| SABIA-Mar                      | INPE / CONAE         | Observação da Terra  |
| Galileo Solar Space Telescope  | INPE                 | Ciências espaciais   |
| Carteira de Qualificação       |                      |                      |
| Amazônia-1B                    | INPE                 | Observação da Terra  |
| Missão AQUAE                   | INPE                 | Observação da Terra  |
| BIOMESAT                       | INPE                 | Observação da Terra  |
| Constelação Catarina-Frota A   | INPE                 | Observação da Terra  |
| CBERS-6                        | INPE / CAST          | Observação da Terra  |
| EQUARS                         | INPE                 | Observação da Terra  |
| Garatéa-L                      | Airvantis            | Orbitador lunar      |
| SelenITA                       | ITA                  | Orbitador lunar      |
| ITASAT 2                       | ITA                  | Clima espacial       |
| MAPSAR                         | INPE                 | Observação da Terra  |

### Telecomunicação
Satélites brasileiros, mas produzidos no exterior:
| Satélite       | Fabricante                   | Veículo de lançamento | Data do lançamento      | Estado                          |
| Década de 1980 | Década de 1980               | Década de 1980        | Década de 1980          | Década de 1980                  |
| -------------- | ---------------------------- | --------------------- | ----------------------- | ------------------------------- |
| Brasilsat A1   | Spar Aerospace               | Ariane V12            | 8 de fevereiro de 1985  | Aposentado em março de 2002     |
| Brasilsat A2   | Spar Aerospace               | Ariane 3              | 28 de março de 1986     | Aposentado em fevereiro de 2004 |
| Década de 1990 |                              |                       |                         |                                 |
| Brasilsat B1   | Hughes                       | Ariane V66            | 10 de agosto de 1994    | Aposentado em dezembro de 2010  |
| Brasilsat B2   | Hughes                       | Ariane V71            | 28 de março de 1995     | Aposentado em junho de 2018     |
| Brasilsat B3   | Hughes                       | Ariane V105           | 04 de fevereiro de 1998 | Aposentado em agosto de 2018    |
| Década de 2000 |                              |                       |                         |                                 |
| Brasilsat B4   | Hughes                       | Ariane V131           | 17 de agosto de 2000    | Aposentado em junho de 2021     |
| Estrela do Sul | SSL                          | Zenit-3SL             | 18 de janeiro de 2004   | Aposentado em novembro de 2011. |
| Amazonas1      | Astrium                      | Proton                | 4 de agosto de 2004     | Aposentado em junho de 2017.    |
| Star One C12   | / Thales Alenia Space        | Ariane                | 3 de fevereiro de 2005  | Em operação.                    |
| Star One C1    | / Thales Alenia Space        | Ariane #179           | 14 de novembro de 2007  | Aposentado em março de 2022.    |
| Star One C2    | Alcatel-Lucent               | Ariane 5              | 18 de abril de 2008     | Em operação.                    |
| Década de 2010 |                              |                       |                         |                                 |
| Star One C3    | Orbital Sciences Corporation | Ariane 5              | 10 de novembro de 2012  | Em operação (2022).             |
| Star One C4    | SSL                          | Ariane VA224          | 15 de julho de 2015     | Em operação.                    |
| Star One D1    | SSL                          | Ariane                | 21 de dezembro de 2016  | Em operação.                    |
| SGDC-1         | / Thales Alenia Space        | Ariane 5              | 4 de maio de 2017       | Em operação (2020).             |
| Década de 2020 |                              |                       |                         |                                 |
| Star One D2    | SSL                          | Ariane 5 VA2545       | 30 de julho e 2021      | Em operação (2021).             |